# Amtsgericht Lunden
Das Amtsgericht Lunden war ein preußisches Amtsgericht mit Sitz in Lunden, Provinz Schleswig-Holstein.

## Geschichte
Mit der Annexion Schleswig-Holsteins wurden 1867 in der nunmehr preußischen Provinz die fünf Kreisgerichte Altona, Itzehoe, Kiel, Schleswig und Flensburg mit dem übergeordneten Appellationsgericht Kiel eingerichtet. Dem Kreisgericht Itzehoe waren 16 Amtsgerichte nachgeordnet, darunter das Amtsgericht Lunden.
Im Rahmen der Reichsjustizgesetze wurden die bestehenden Gerichte aufgehoben und einheitlich Amtsgerichte gebildet. Das Kreisgericht Itzehoe wurde aufgehoben und das Amtsgericht Lunden kam zum Sprengel des Landgerichts Kiel. Sein Gerichtsbezirk umfasste aus dem Kreis Norderdithmarschen die Gemeindebezirke Hemme, Karolinenkoog und Lunden sowie aus dem Gemeindebezirk Henstedt die Bauernschaften Hehm, Nordfeld und Schlichting.
In Folge der Weltwirtschaftskrise wurden 60 Amtsgerichte als Folge von Sparverordnungen aufgehoben. Mit der Verordnung über die Aufhebung von Amtsgerichten vom 30. Juli 1932 wurde das Amtsgericht Lunden zum 30. September 1932 aufgehoben und sein Sprengel zwischen dem Amtsgericht Friedrichstadt (Kirchspiellandgemeinde Lunden) und Amtsgericht Heide (Rest) aufgeteilt.